# Myopsyche fulvibasalis
Myopsyche fulvibasalis là một loài bướm đêm thuộc phân họ Arctiinae, họ Erebidae.